# Stephen Wyatt
Stephen Wyatt – australijski kierowca wyścigowy.

## Kariera
Wyatt rozpoczął karierę w międzynarodowych wyścigach samochodowych w 2013 roku od startów w Ferrari Challenge Asia Pacific - Trofeo Pirelli, klasie GT3 Gulf 12 Hours, klasie GTC Asian Le Mans Series, klasie GT3 British GT Championship oraz w klasie A GT3 Outright Liqui Moly Bathurst 12 Hour. W Asian Le Mans Series czterokrotnie stawał na podium, w tym dwukrotnie na jego najwyższym stopniu. Dorobek 87 punktów dał mu tytuł mistrza serii w klasie GTC. W Ferrari Challenge Asia Pacific - Trofeo Pirelli na podium stawał trzy razy. Z dorobkiem 121 punktów uplasował się na piątej pozycji w końcowej klasyfikacji kierowców. Wyścig Gulf 12 Hours w klasie GT3 ukończył na drugiej pozycji. W późniejszych latach Australijczyk pojawiał się także w stawce 24-godzinnego wyścigu Le Mans oraz FIA World Endurance Championship.